# Tasarpu
Tasarpu (nep. तसर्पु) – gaun wikas samiti w środkowej części Nepalu w strefie Bagmati w dystrykcie Dhading. Według nepalskiego spisu powszechnego z 2001 roku liczył on 928 gospodarstw domowych i 5196 mieszkańców (2599 kobiet i 2597 mężczyzn).